# グラディス・ヴァンダービルト・セーチェーニ

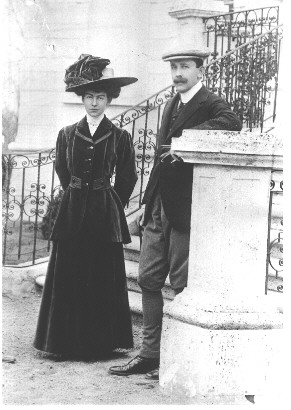
グラディスと夫のセーチェーニ伯爵、1908年

グラディス・ムーア・ヴァンダービルト（英:Gladys Moore Vanderbilt, 1886年8月27日 ニューポート - 1965年1月29日 ワシントンD.C.）は、アメリカ合衆国の富豪でオランダ系のヴァンダービルト家の一員で、ハンガリー貴族のセーチェーニ・ラースロー伯爵の妻。アメリカの鉄道王コーネリアス・ヴァンダービルトの曾孫の1人。結婚後はグラディス・セーチェーニ・デ・シャールヴァール＝フェルシェヴィデーク（独:Gladys Gräfin Széchenyi de Sárvár-Felsövidék）と呼ばれた。

## 生涯
ニューヨーク・セントラル鉄道の総帥コーネリアス・ヴァンダービルト2世と、その妻のアリス・クレイプール・グウィンの間の第6子、末娘として生まれた。姉のガートルード・ヴァンダービルト・ホイットニーはホイットニー美術館の創立者として知られる。ニューヨーク・マンハッタン5番街にある本邸と、ロードアイランド州のニューポートにある一族の夏の別邸ブレーカーズを行き来しながら育った。家庭教師による教育を受けた後、ニューヨークの上級階級の娘たちが通うブレアリー校（Brearley School）で学んだ。
1908年1月27日にニューヨークにおいて、ハンガリー貴族のセーチェーニ・ラースロー伯爵（László Graf Széchenyi de Sárvár-Felsövidék, 1879年 - 1938年）と結婚した。夫はハンガリー国立図書館の創立者セーチェーニ・フェレンツ伯爵の曾孫だった。当時、アメリカ人億万長者の令嬢とヨーロッパ人貴族の御曹司との結婚は広く行われており、グラディスの従姉コンスエロ・ヴァンダービルトも1895年にイギリス貴族の第9代マールバラ公爵と結婚していた。
伯爵夫妻は5人の娘に恵まれた。長女のコルネリア（1908年 - 1958年）はアメリカ人男性と結婚したものの、次女のアリス（1911年 - 1974年、）はハーディク・デ・フタク伯爵夫人、三女のグラディス（1913年 - 1978年）は第15代ウィンチェルシー伯爵夫人、四女のシルヴィア（1918年 - 1998年）はサーパリ・デ・ムラソンバト伯爵夫人、五女のフェルディナンデ（1923年 - ）はエルツ伯爵夫人と、ほとんどがヨーロッパの名門貴族に嫁いだ。
伯爵夫妻は旅行を好み、ヨーロッパ中を旅して、果てはエジプトまで訪れた。こうした旅行の中で、グラディスはオーストリア＝ハンガリー帝国の帝位継承者フランツ・フェルディナント大公の妻、ホーエンベルク公爵夫人ゾフィーと親友になった。グラディスは夫とともに、フランツ・フェルディナント大公夫妻の居城であるトリエステのミラマーレ城の常連の賓客となった。
第1次世界大戦中、グラディスは兵士の遺族救済基金の資金集めに奔走した。また専門知識が無いながらも、西部戦線でラザロ会所属の従軍看護婦として働いた。このときの功績により、大戦後にフランス政府よりゲール十字勲章を授けられた。1938年に夫と死別した後は公的生活から引退し、1965年に心筋梗塞によりワシントンD.C.で死去した。